# Lente-orvlinder
De lente-orvlinder (Achlya flavicornis) is een nachtvlinder die behoort tot de familie Drepanidae (eenstaartjes). De vlinder heeft een voorvleugellengte van 17 tot 20 millimeter. De soort overwintert in de strooisellaag als pop.
Verwarring met de imago van (bijvoorbeeld) de orvlinder is onwaarschijnlijk vanwege de vliegtijd, maar ook de duidelijk oranjekleurige antennes zijn kenmerkend.

## Waardplant
De waardplant van de lente-orvlinder is de berk.

## Voorkomen in Nederland en België
De lente-orvlinder is in Nederland en België een niet zo gewone soort. In Nederland wordt hij vooral aangetroffen op de zandgronden in het oosten van het land en in de duinen van Noord-Holland en op Terschelling. De vliegtijd is van eind februari tot halverwege april in één generatie.